# Apios americana
Apios americana, comúnmente llamada legumbre papa, hopniss o papa de la India, es una especie de trepadora perteneciente a la familia de las fabáceas.

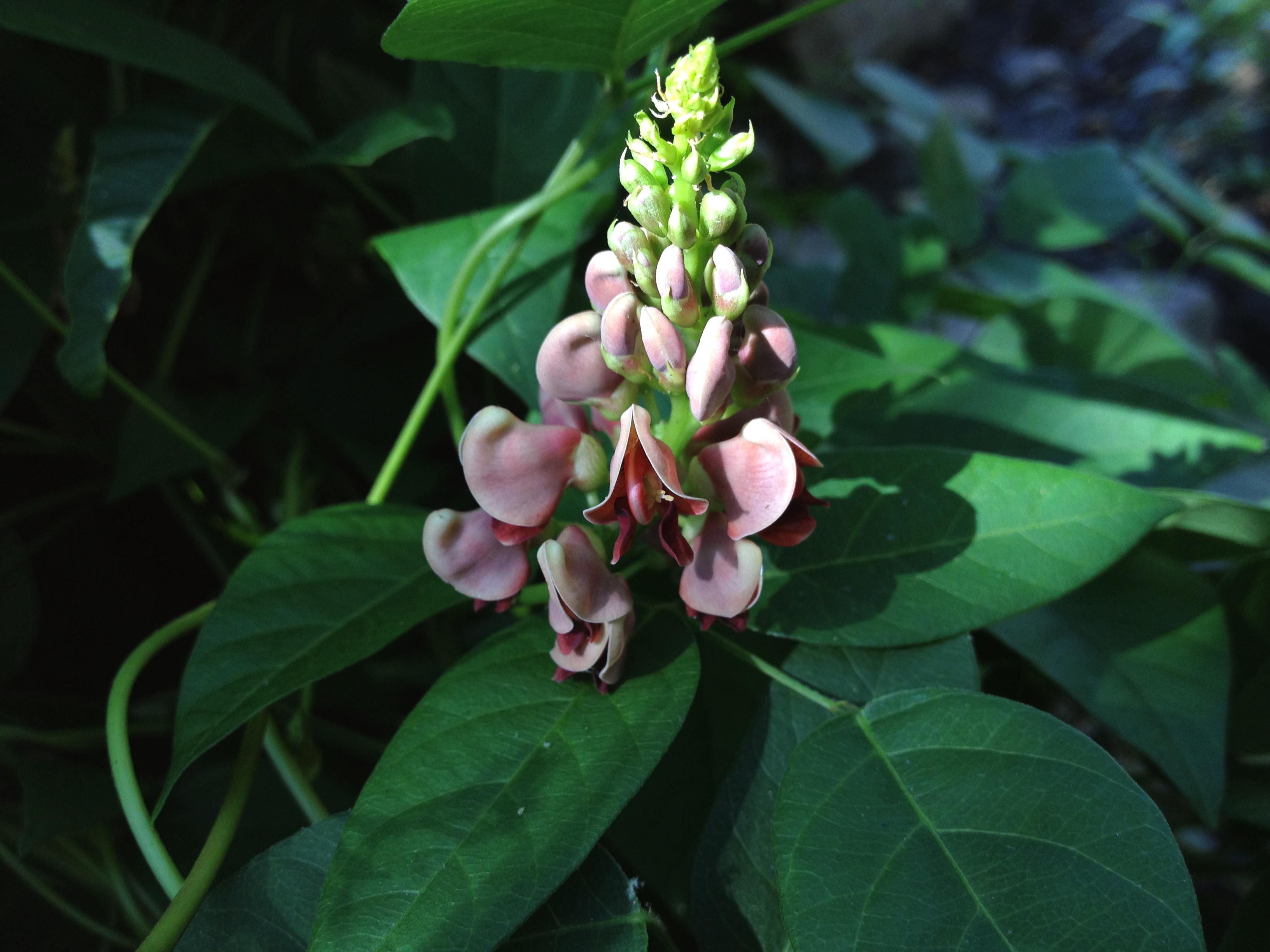
Inflorescencia

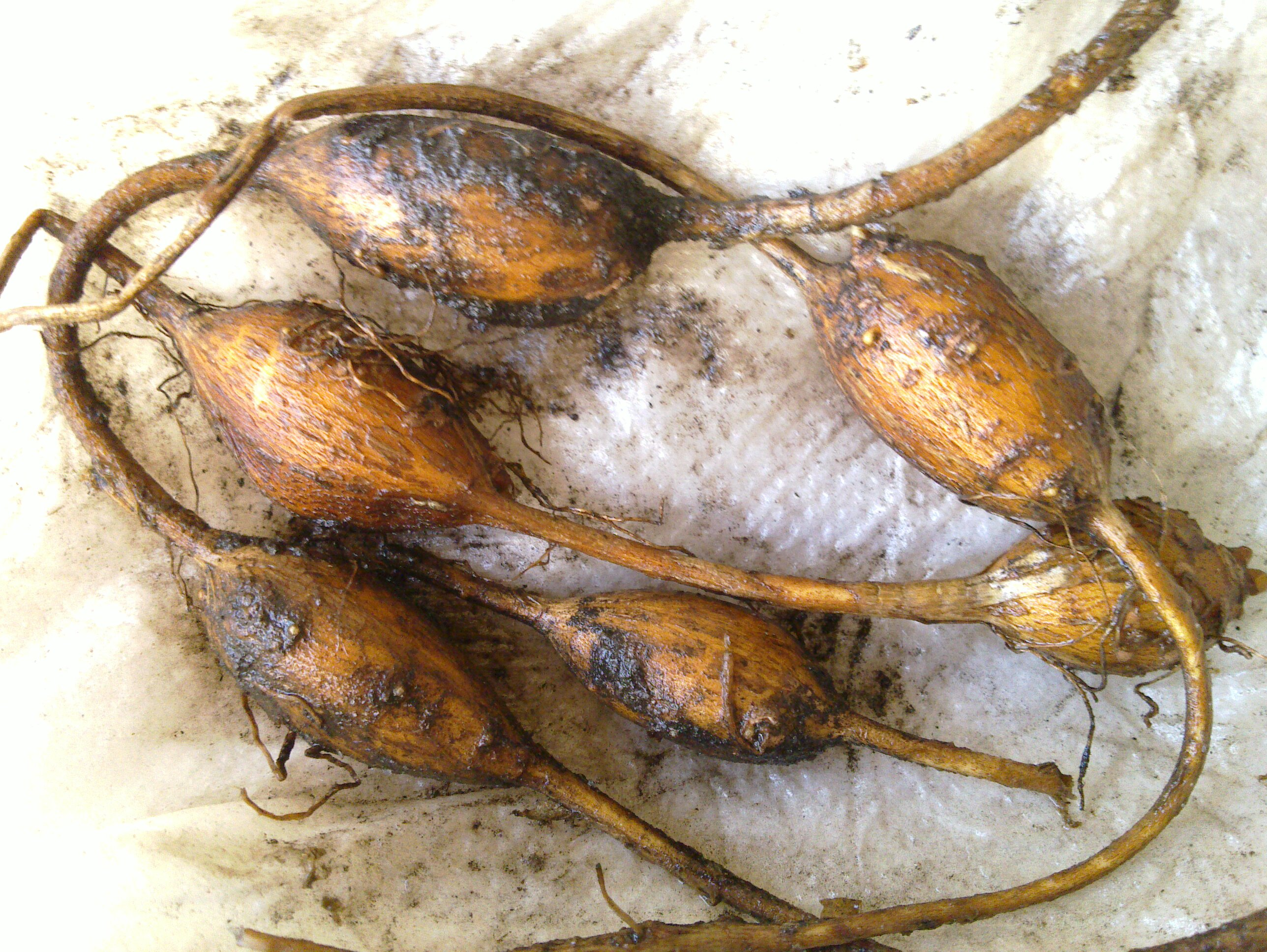
Tubérculos

## Descripción
Es una perenne trepadora nativa del este de Norteamérica, con legumbres y tubérculos comestibles. Alcanza 3-4 m de largo, con hojas pinnadas de 8-15 cm de largo con 5-7 foliolos. Tiene flores rojo-pardas a púrpuras, producidas en racimos densos. El fruto es una legumbre de 6-12 cm de largo.
Los tubérculos son crujientes y nutritivos, con un alto contenido de almidón y especialmente proteína. Esta planta fue una de las plantas comestibles más importantes de Norteamérica preconquista, y actualmente está siendo desarrollada para domesticación.

## Taxonomía
Apios americana fue descrita por Friedrich Kasimir Medikus y publicado en Vorlesungen der Churpfälzischen physicalisch-ökonomischen Gesellschaft 2: 355. 1787.
Etimología
Apios: nombre genérico que deriva de las palabras griegas para "pera" y puede referirse a la forma de pera de algunos tubérculos.
americana: epíteto geográfico que alude a su localización en América.
Sinonimia
- Apios tuberosa Moench
- Glycine apios L.[3]